# Jarní povětří
Jarní povětří je československý černobílý film z roku 1961. Natočil jej jako svůj třetí celovečerní snímek režisér a scenárista Ladislav Helge podle vedlejších dějových motivů z románu Občan Brych Jana Otčenáška. V psychologickém dramtu nahlížejícím na únor 1948 očima mladé generace účinkují Libuše Švormová, Karel Höger, Jiří Vala, Blanka Bohdanová, Marie Vášová, Ivan Mistrík a další.

## Děj
Příběh se odehrává v období kolem února 1948, kdy ministři tří vládních stran podali demisi a začíná se hrát o budoucnost vlády v zemi a celého jejího směřování. Ústřední postavou Jarního povětří je vysokoškolská studentka Jana (Libuše Švormová), dcera z buržoazní rodiny. Ta se už rok tajně schází se studentem medicíny Jindrou, který je zároveň předsedou studentské stranické buňky. 
Janin otec (Karel Höger) je prokurista, staromilný distingovaný pán s obrázkem T. G. Masaryka v knihovně. S otcem má Jana od dětství skvělý vztah, jako slušně vychovaná dívka nechce nikoho zarmoutit. Postupem času si však uvědomuje, že je jen loutkou ve světě ovládaném muži, ať už otcem, nebo jejím přítelem Jindrou. Jana chce však být sebevědomou ženou a její emancipace se projevuje zprvu námitkou proti oslovení „kotě“, později podáním přihlášky do strany a konečně i otevřenou vzpourou, když otce obviní z prospěchářství a odchází z domu na studentské koleje ke své kamarádce Zorce. 
Také vztah mezi Janinými rodiči není tak spořádaný, jak se navenek může jevit. Oba trpí pocitem, že se obětovali pro rodinu, a jejich interakce je plná výčitek a hořkosti. To vše se děje na pozadí stranických schůzí a politické agitace a rozprav mezi studenty i rodičovskou generací.

## Postavy a obsazení
Hlavní postavy ve filmu ztvárnili:
| Libuše Švormová  | Jana Stiborová, studentka            |
| Karel Höger      | Karel Stibor, prokurista, Janin otec |
| Jiří Vala        | Jindra, medik, Janin chlapec         |
| Blanka Bohdanová | Zorka Doležalová, studentka          |
| Marie Vášová     | Anna Stiborová, Janina matka         |
| Ivan Mistrík     | Alek Benda, student práv             |

Dále hráli: Zdeněk Řehoř, Jan Skopeček, Felix le Breux (JUDr. Benda, Alkův otec), Dalimil Klapka, František Šlégr, Josef Koza, Arnošt Faltýnek, Václav Mareš, Ivan Růžička, Iva Janžurová, Jiří Martínek, Jiří Valenta, Stanislav Bruder, Josef Čermák a jiní.

## Výroba
Film vznikl ve Filmových ateliérech Barrandov, tvůrčí skupině Jiří Šebor – Vladimír Bor.

## Uvedení
Jarní povětří bylo natočeno, resp. uváděno ke 40. výročí založení Komunistické strany Československa a také k 13. výročí Vítězného února. Ústřední půjčovna filmů jej uvedla do kin premiérově 24. února 1961.
Tvůrci televizního pořadu Zlatá šedesátá dospěli k závěru, že režisér Helge byl po cenzorském zásahu do svého předchozího snímku Velká samota (1959) nucen zvažovat mezi koncem své tvůrčí kariéry a přijetím režimní ideologické linie, vnímat ale Jarní povětří jako ústupek režimu by dle jejich názoru bylo zjednodušené.